# 8762 Hiaticula
A 8762 Hiaticula (ideiglenes jelöléssel 3196 T-1) a Naprendszer kisbolygóövében található aszteroida. Cornelis Johannes van Houten, Ingrid van Houten-Groeneveld és Tom Gehrels fedezte fel 1971. március 26-án.